# Waldemar Chaves de Araújo
Dom Waldemar Chaves de Araújo (Bom Despacho, 23 de junho de 1934), é um bispo católico brasileiro. Foi o terceiro bispo de Teófilo Otoni e o terceiro bispo de São João del-Rei. Desde maio de 2010, é bispo emérito de São João del-Rei.
Ordenado sacerdote da Igreja Católica Apostólica Romana em 1962, foi agraciado em 1978 com o título de monsenhor. Era bispo de Teófilo Otoni quando foi nomeado bispo de São João del-Rei, substituindo a Dom Antônio Carlos Mesquita. Tomou posse no dia 31 de agosto de 1996, com a presença de vários bispos de Minas Gerais, entre eles o arcebispo metropolita de Juiz de Fora à época, Dom Clóvis Frainer.
Ao completar 75 anos de idade, encaminhou ao Papa Bento XVI seu pedido de renúncia, que foi aceito em 26 de maio de 2010. Seu sucessor foi Dom Célio de Oliveira Goulart, até então bispo de Cachoeiro do Itapemerim.
Seu relevante empenho pelo desenvolvimento humanitário o levou a ser agraciado com o título de Associado Honorário do Rotary Club de São João del-Rei desde 1999.